# ناصر الظفيري
ناصر الظفيري، كاتب وروائي كويتي من مواليد عام 1960. صُدر له العديد من المجموعات القصصية والروايات أبرزها رواية «أغرار»، و«سماء مقلوبة»، وثلاثية «الصهد» و«كاليسكا» و«المسطر».  توفي في عام 2019 بعد صراع مع مرض السرطان.

## السيرة الأدبية
ولد الظفيري في محافظة الجهراء عام 1960 في الكويت. درس في جامعة الكويت وتخرج في كلية الهندسة عام 1987. هاجر إلى كندا في عام 2001، ونال هناك على شهادة بكالوريوس في الأدب الإنجليزي ثم على ماجستير في اللغويات من جامعة كارلتون في أوتاوا وحصل على الجنسية الكندية. أصدر الظفيري كتابه الأول في عام 1990 بعنوان «وليمة القمر» وهو مجموعة قصصية والتي تم منعها لمدة ثلاث سنوات في الكويت أثناء تشديد الرقابة في منتصف الثمانينات. ثم في عام 1992 نشر روايته الأولى بعنوان «عاشقة الثلج»، ونشر روايته الثانية بعنوان «سماء مقلوبة». وفي عام 2014، نشر رواية «الصهد» وهي الجزء الأول ضمن ثلاثية «الجهراء» ونشر الجزء الثاني تحت عنوان «كاليسكا» عام 2015، أما الجزء الثالث نشره بعد عامين بعنوان «المسطر».
يسلط الظفيري في أغلب أعماله الأدبية الضوء على فئة البدون أو عديمي الجنسية في الكويت والصراع الذي يعيشونه كما في رواية «كاليسكا» التي تدور أحداثها حول الرجل البدون الذي يسافر إلى كندا ليستقر فيها. ترجمت الباحثة الكويتية، أنوار السعد المتخصصة بالأدب العربية روايات الظفيري إلى اللغة الإنجليزية بهدف أن أعماله إلى أكبر شريحة من الجمهور وذلك لزيادة الوعي حول موضوع انعدام الجنسية في الكويت.

## المؤلفات
أبرز أعماله الأدبية:
- وليمة القمر، دار سعاد الصباح، 1993
- أغرار، الدار العربية للعلوم ناشرون، 2008 (ردمك: 9789953874234)
- سماء مقلوبة، دار مسعى للنشر والتوزيع، 2011 (ردمك: 9789933440039)
- الصهد، دار مسعى للنشر والتوزيع، 2014 (ردمك: 9789995870287)
- كاليسكا – القيوط يطارد غزالًا، ددار مسعى للنشر والتوزيع، 2015
- أبيض يتوحش، منشورات المتوسط، 2016 (ردمك: 9788885771017)
- المسطر، منشورات ضفاف، 2017 (ردمك: 9786140215986)
- وردة جبل الكرد، دار صوفيا، 2020 (ردمك: 9789921721287)

## الوفاة
توفي الظفيري في عام 2019 بعد صراع مع مرض السرطان عن عمر يناهز 59 عامًا في كندا.